# Fatato
Fatato est un îlot inhabité situé dans l'atoll de Funafuti, aux Tuvalu. En 2003, le Réseau Asie-Pacifique a choisi cette île pour une étude systématique de ses côtes en relation avec l'impact du changement climatique mondial sur les atolls.